# Star To A Young Culture
Star To A Young Culture – pierwszy single album południowokoreańskiej grupy STAYC. Został wydany  12 listopada 2020 roku, w wersji digital download a dzień później na płycie CD.
Singel sprzedał się w nakładzie 31 449 egzemplarzy w Korei Południowej (stan na grudzień 2020).

## Historia wydania
11 października 2020 roku High Up Entertainment ogłosiło, że ich pierwsza żeńska grupa STAYC zadebiutuje 12 listopada, z głównym utworem „So Bad” z ich nadchodzącego single albumu. Zwiastun piosenki został opublikowany tego samego dnia. Ogłoszono też, że producentem zostanie duet Black Eyed Pilseung. 12 listopada ukazał się teledysk do „So Bad”, który uzyskał ponad 2,6 miliona wyświetleń w ciągu pierwszych 24 godzin. Aby promować swój single album, grupa wykonała główny utwór „So Bad” oraz drugą piosenkę „Like This” w ramach debiutu na platformie VLIVE.

## Informacje komercyjne
Single album zadebiutował na 17 miejscu cotygodniowej listy albumów Gaon. Pierwszego dnia sprzedano ponad 4300 egzemplarzy, jest to najlepszy wynik spośród grup dziewcząt, które zadebiutowały w 2020 roku. Natomiast pierwszego tygodnia sprzedaży liczba wynosiła już ponad 10 000 egzemplarzy, co czyni go pierwszym debiutanckim wydawnictwem grup dziewcząt, który tego dokonał w 2020 roku.

## Lista utworów
| CD | CD           | CD                             | CD                             | CD        | CD      |
| Nr | Tytuł utworu | Tekst                          | Kompozycja                     | Aranżacja | Długość |
| -- | ------------ | ------------------------------ | ------------------------------ | --------- | ------- |
| 1. | „So Bad”     | Black Eyed Pilseung, Jeon goon | Black Eyed Pilseung, Jeon goon | Rado      | 3:32    |
| 2. | „Like This”  | Black Eyed Pilseung, Jeon goon | Black Eyed Pilseung, Jeon goon | Rado      | 3:06    |

## Wyróżnienia
| Publikacja | Kategoria                               | Nominowany  | Pozycja | przy.  |
| ---------- | --------------------------------------- | ----------- | ------- | ------ |
| MTV News   | Najlepsze K-Popowe strony B w 2020 roku | „Like This” | 3       | [ 11 ] |

## Certyfikaty i sprzedaż
| Region           | Certyfikat | Sprzedaż | Przy.  |
| ---------------- | ---------- | -------- | ------ |
| Korea Południowa | —          | 48 439   | [ 12 ] |

## Notowania
| Lista                   | Najwyższa pozycja | Przy. |
| ----------------------- | ----------------- | ----- |
| Korea Południowa (Gaon) | 6                 | [ 9 ] |